# Candanedo de Boñar
Candanedo de Boñar es una localidad del municipio leonés de Vegaquemada, en la Comunidad Autónoma de Castilla y León. 
La iglesia está dedicada a san Vicente.

## Localidades limítrofes
Confina con las siguientes localidades:
- Al norte con Vegaquemada.
- Al norte con Laíz de las Arrimadas.
- Al sur con Lugán.
- Al oeste con Sopeña de Curueño.

## Demografía
Evolución de la población
| Gráfica de evolución demográfica de Candanedo de Boñar entre 2000 y 2017 |
|                                                                          |
| Población de derecho (2000-2017) según el padrón municipal del INE       |

## Historia
Así se describe a Candanedo de Boñar en el tomo V del Diccionario geográfico-estadístico-histórico de España y sus posesiones de Ultramar, obra impulsada por Pascual Madoz a mediados del siglo XIX:

Lugar en la provincia y diócesis de León, partido judicial de La Vecilla, audiencia territorial y capitanía general de Valladolid, ayuntamiento de Vegaquemada; Situado a la margen izquierda del río Boñar o Porma, en la falda de una sierra de poca elevación; su clima es bastante sano. Tiene iglesia (San Vicente Mártir), aneja de Vegaquemada. Confina N y E las Arrimadas; S Lugán, y O Vegaquemada, a ½ legua el más distante. El terreno participa de monte y llano, es de mediana calidad y le fertilizan las aguas del indicado Boñar. Los montes están cubiertos de roble y otros arbustos. Los caminos locales. Producciones: cereales, lino y pastos; cría ganados y alguna caza y pesca. Población: 8 vecinos, 35 almas. Contribución: con el ayuntamiento.
Diccionario geográfico-estadístico-histórico de España y sus posesiones de Ultramar